# Saint-Nazaire

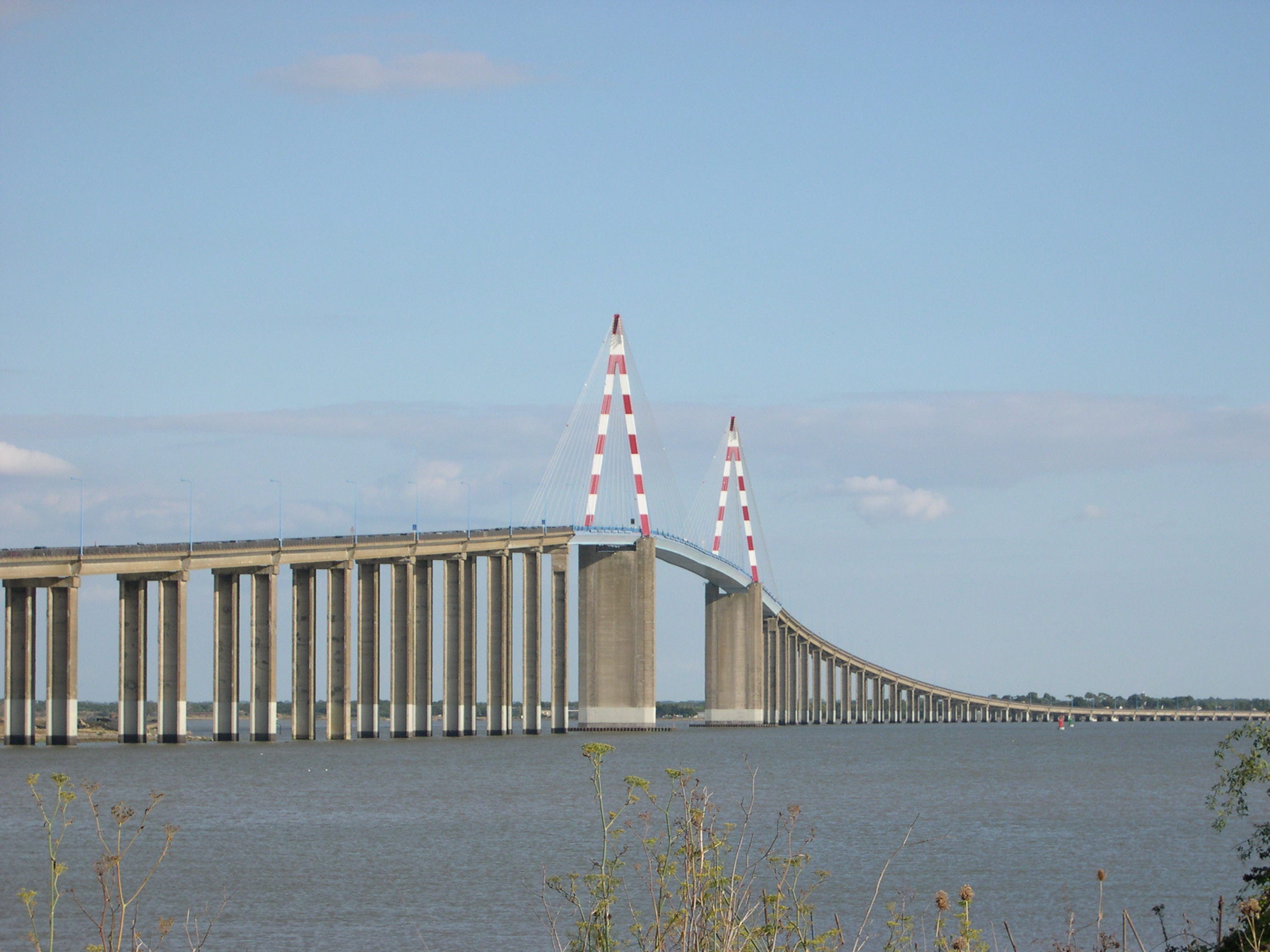
Ponte de Saint-Nazaire que cruza o Rio Loire.

Saint-Nazaire (pronúncia em francês: [sɛ̃.na.zɛʁ]; em bretão:  Sant-Nazer/Señ Neñseir; em galês: Saint-Nazère/Saint-Nazaer) é uma comuna francesa no departamento Loire-Atlantique, localizada na Região Administrativa do País do Loira.
A comuna contava com 71 373 habitantes no censo de 2006.

## Segunda Guerra Mundial

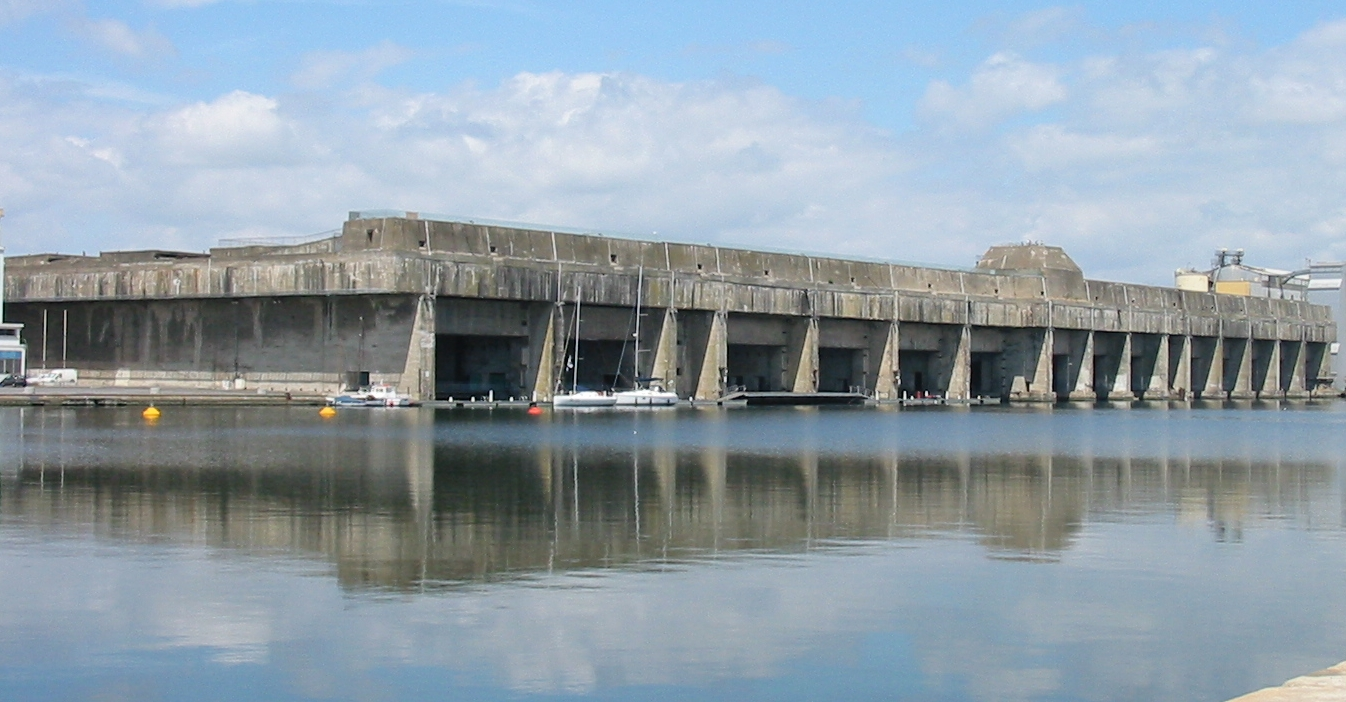
U-Boot-Bunker em Saint-Nazaire.

Durante a Segunda Guerra Mundial o local foi utilizado pela Kriegsmarine como base para seus U-boots. Entrou em operações em 21 de setembro de 1940 com a chegada do U-46, o último submarino a deixar a base foi o U-255 que partiu em 8 de maio de 1943.